# Conny Wessmann
Cornelia Wessmann conocida como Conny (Lingen, 1965 - Gotinga, 17 de noviembre de 1989) fue una estudiante de Alemania, considerada mártir de la causa pacifista y antifacista alemana.
Hija de un comerciante de materiales de construcción de Baja Sajonia, falleció el 17 de noviembre de 1989 durante una acción de la policía. Desde entonces es una mártir de la escena autónoma en Alemania, caída en la lucha contra el sistema político.
Este día hubo una lucha entre los integrantes de la escena autónoma y los "cabezas rapadas" de ultraderecha en la calle 'Burgstrasse' de Gotinga. Este tipo de luchas era común en este tiempo. Wessmann pertenecía a un grupo antifascista. Cuando la policía intentó arrestar al grupo, ella huyó por la calle Weender Landstrasse que tenía mucho tráfico. Un coche la atropelló y murió.
Los autónomos reprocharon a la policía la muerte de Wessmann por haber acorralado a la mujer. Algunos incluso hablaron de un asesinato político del Estado. Según estas mismas fuentes, la radio de la policía había sido interceptada y un policía dijo: '¡Vamos a aplastarlos!'. La investigación oficial negó la culpabilidad de la policía y también del conductor que no pudo hacerse a un lado.